# Vucherens
Vucherens est une commune suisse du canton de Vaud, située dans le district de la Broye-Vully. Citée dès 1224, elle fait partie du district de Moudon entre 1798 et 2007. Sa population est de 635 habitants en 2022. Son territoire, d'une surface de 327 hectares, se situe dans la région du Jorat.

## Histoire
Le village est mentionné en 1224 sous le nom de Wicherens. En 1300, Jean de Vucherens est propriétaire du château de Saint-Martin-du-Chêne, sur la commune actuelle de Molondin. En 1358, le village dépend de la châtellenie de Moudon. Il fait partie du bailliage de Moudon à l'époque bernoise, puis du district de Moudon de 1798 à 2007. Une chapelle existe en 1523. L'église actuelle date de 1737. Des carrières de tuf sont exploitées entre 1700 et 1900. Entre 1902 et 1962, le tram reliant Lausanne à Moudon s'arrête dans la commune.

## Toponymie
Vucherens s'appelle Vutsèrin en patois vaudois.

## Héraldique
| Armes de Vucherens | Les armes de la commune de Vucherens se blasonnent ainsi : De gueules à la chouette d'argent sur un mont à trois coupeaux de sinople. |

## Géographie
Jusqu'à sa dissolution, la commune faisait partie du district de Moudon. Depuis le 1er janvier 2008, elle fait partie du nouveau district de la Broye-Vully. Elle a des frontières communes avec les communes de Carrouge, d'Hermenches, de Ropraz, de Syens, et de Vulliens.
La commune s'étend sur une plaine molassique formée entre les vallées de la Bressonne à l'ouest et du Carrouge à l'est, au nord-est des hauteurs du Jorat. Partant du Carrouge, le terrain monte progressivement pour atteindre les crêtes formées par le bois de Bioley à 753 mètres d'altitude et le Bochet, point culminant de la commune avec 757 mètres d'altitude.
Outre le village de Vucherens, la commune compte encore deux hameaux : le Closy situé sur le côté ouest de la vallée du Carrouge et La Râpe, sur la face orientale de la vallée de Bressonne.

## Politique
Lors des élections fédérales suisses de 2011, la commune a voté à 25,36 % pour le Parti socialiste suisse. Les deux partis suivants furent l'Union démocratique du centre avec 24,89 % des suffrages et le Parti libéral-radical avec 15,93 %.		
Lors des élections cantonales au Grand Conseil de mars 2011, les habitants de la commune ont voté pour le Parti socialiste à 25,38 %, le Parti libéral-radical à 22,24 %, les Verts à 21,73 %, l'Union démocratique du centre à 21,14 %,le Parti bourgeois démocratique et les Vert'libéraux à 6,37 % et Vaud Libre à 3,14 %.	
Sur le plan communal, Vucherens est dirigé par une municipalité formée de 5 membres et dirigée par un syndic pour l'exécutif et un Conseil communal, composé de 30 élus, dirigé par un président et secondé par un secrétaire, pour le législatif.

## Population

### Surnom
Les habitants de la commune sont surnommés les Chouettes (lors des bals, une chouette empaillée était fixée à l'entrée du pont de danse).

### Démographie
Vucherens compte 635 habitants en 2022 Sa densité de population atteint 194 hab./km2.
En 2000, la population de Vucherens est composée de 211 hommes (47,5 %) et 233 femmes (52,5 %). La langue la plus parlée est le français, avec 417 personnes (94,2 %). La deuxième langue est l'allemand (11 ou 2,5 %). Il y a 404 personnes suisses (91,2 %) et 39 personnes étrangères (8,8 %). Sur le plan religieux, la communauté protestante est la plus importante avec 286 personnes (64,5 %), suivie des catholiques (89 ou 20,1 %). 54 personnes (12,2 %) n'ont aucune appartenance religieuse.
La population de Vucherens est de 458 habitants en 1850, puis de 370 dix ans plus tard. Après une période stable jusqu'en 1900, elle baisse lentement jusqu'à 258 habitants en 1970. Elle remonte à 293 en 1980 avant une hausse de 46 % en 10 ans jusqu'à 428 personnes. Le graphique suivant résume l'évolution de la population de Vucherens entre 1850 et 2010 :

## Monument

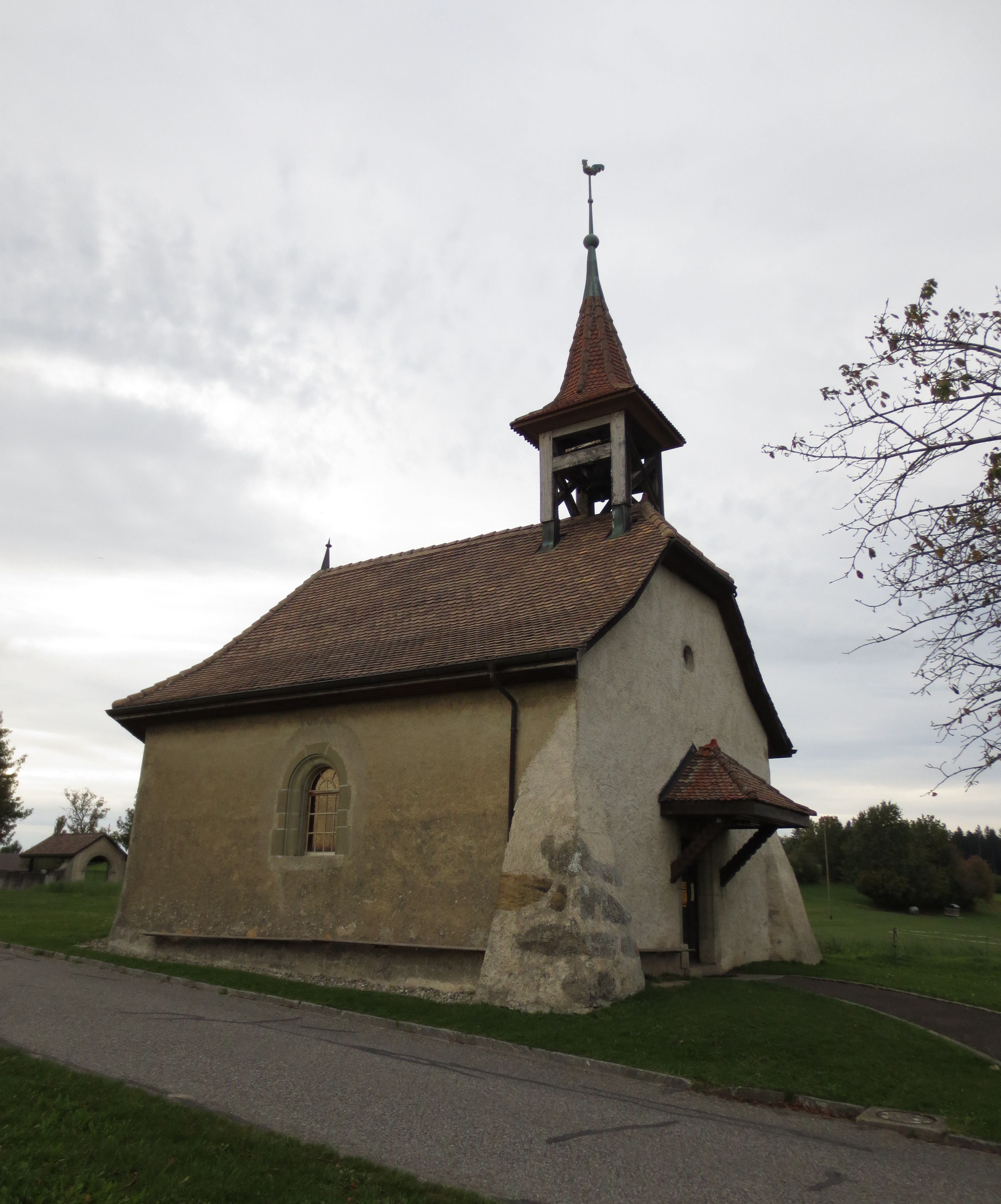
La chapelle de Vucherens.

La chapelle de Vucherens, classée monument historique, est dédiée à Saint-Pierre et Saint-Pancrace. Construite en 1737, c'est d'abord une annexe de l'église de Syens. Elle est rénovée en 1897, puis de 1923 à 1924 et en 1957. En 2000, Vucherens quitte la paroisse de Syens et rejoint celle du Jorat.

## Économie
Principalement tournée vers l'agriculture et l'élevage malgré une nette diminution du nombre d'exploitations lors des dernières décennies, la commune compte également quelques entreprises locales ainsi qu'un café restaurant.

## Transports
Au niveau des transports en commun, Vucherens fait partie de la communauté tarifaire vaudoise Mobilis. Le bus des Transports publics de la région lausannoise reliant Lausanne à Moudon s'arrête dans la commune. Le village est aussi desservi par les bus sur appel Publicar, qui sont un service de CarPostal.

## Vie communale
La commune compte deux sociétés de tir (l'abbaye de Vucherens appelée « La Sentinelle du Biolley », dont les Roys de l'édition 2017 ont été MM. Colin Grosjean, Denis Grojean et Daniel Nydegger, et la société de tir « Aux armes de guerres »), ainsi qu'une société de jeunesse.